# Fort Fillmore
Le fort Fillmore est un fort militaire des États-Unis créé par le colonel Edwin Vose Sumner en septembre 1851 près de Mesilla dans ce qui est actuellement le Nouveau-Mexique, principalement dans l'intention de protéger les colons et les négociants voyageant vers la Californie. Les premiers migrants vers la frontière sont sous la menace constante des attaques des Amérindiens, et un réseau de forts est finalement créé par le gouvernement des États-Unis pour protéger et encourager l'expansion vers l'ouest. Le fort Fillmore est prévu pour protéger un corridor harcelé par des Apaches hostiles, où les routes migratoires convergeant entre El Paso et Tucson pour profiter du col Apache. 

## Construction
Le fort Fillmore est construit à l'origine dans le style jacal avec des poteaux en bois verticaux enduits avec de l'adobe ; plus tard, des murs d'abode plus substantiels sont érigés. La plupart du travail sur le fort est fait par les soldats avec l'assistance d'ouvriers mexicains locaux qui fabriquent les briques d'abobe.
Le poste est construit sur des collines de sable au-dessus du rio Grande. Le rio Grande change plus tard de cours, laissant le fort à 1 milles (1,6 km) du fleuve. Cela oblige l'armée d'utiliser des wagons d'eau pour ravitailler le poste en eau et le rend plus difficile à défendre face à une attaque.
Le fort Fillmore sert de base d'opérations pour les unités du 1st Dragoons, brièvement du 2nd Dragoons, du régiment monté de fusiliers et du 3rd et brièvement du 8th U.S. Infantry. C'est pendant un temps le quartier-général du 3rd U.S. Infantry. Les troupes sont actives lors de l'expédition de la Gila de 1857 (en) et lors des opérations contre les Apaches dans les montagnes Sacramento (en). Lors d'une incursion, le capitaine Henry W. Stanton, éponyme su fort Stanton, au Nouveau-Mexique, est tué près du rio Penasco. Sa tombe est l'une des quelques-unes à être identifiées lorsque le poste abandonné est inspecté en 1869. La plupart des soldats et des civils inhumés dans le cimetière du fort y sont encore enterrés sur une crête de sable au sud-est des ruines du fort. Une palissade et un mât sont maintenant situés dans le cimetière.
Probablement, le soldat le plus célèbre qui a servi dans le fort Fillmore est le capitaine George Pickett. Pickett est mieux connu pour avoir dirigé la charge catastrophique le 3 juillet 1863 lors de la bataille de Gettysburg. En 1855, le futur général de l'Union Ambrose Burnside utilise le fort comme point de ravitaillement lorsqu'il fore des puits géothermiques à environ 15 milles (24 km) à l'ouest du poste.

## Abandon
Deux jours plus tard, après l'attaque manquée de l'Union contre les soldats confédérés sous le commandement du lieutenant-colonel John Baylor lors de la première bataille de Mesilla le 25 juillet 1861, le fort Fillmore est incendié et abandonné par l'armée de l'Union. Alors qu'ils retraitent vers le fort Stanton sous des ordres du commandant Isaac Lynde, ils sont désespérément assoiffés et épuisés. Lorsque les 300 soldats confédérés approchent des 500 soldats de l'Union en retraite, Lynde rend ses troupes démoralisées sans tirer un seul coup de feu.
Le 7 août 1862, les troupes fédérales près du fort Fillmore sont engagées dans une escarmouche contre des troupes confédérées retraitant de Santa Fe les battant,.
Le fort est officiellement dissous par l'Union en octobre 1862, mais les sources continuent de mentionner le fort Fillmore comme un point d'étape le long de plusieurs routes principales au cours de la période d'expansion vers l'ouest. Les pistes haute et basse d'émigrants convergent vers El Paso et les pistes Butterfield, Pacifique et terrestre, passent au travers du corridor que le fort Fillmore devait défendre. Les restes du fort sont nivelés à une date ultérieure après une tentative infructueuse par le propriétaire de le vendre ou de l'échanger à l'État du Nouveau-Mexique en tant que parc. Un bosquet de pacaniers se dresse actuellement sur le lieu approximatif du fort.